# Чорногорське примор'я

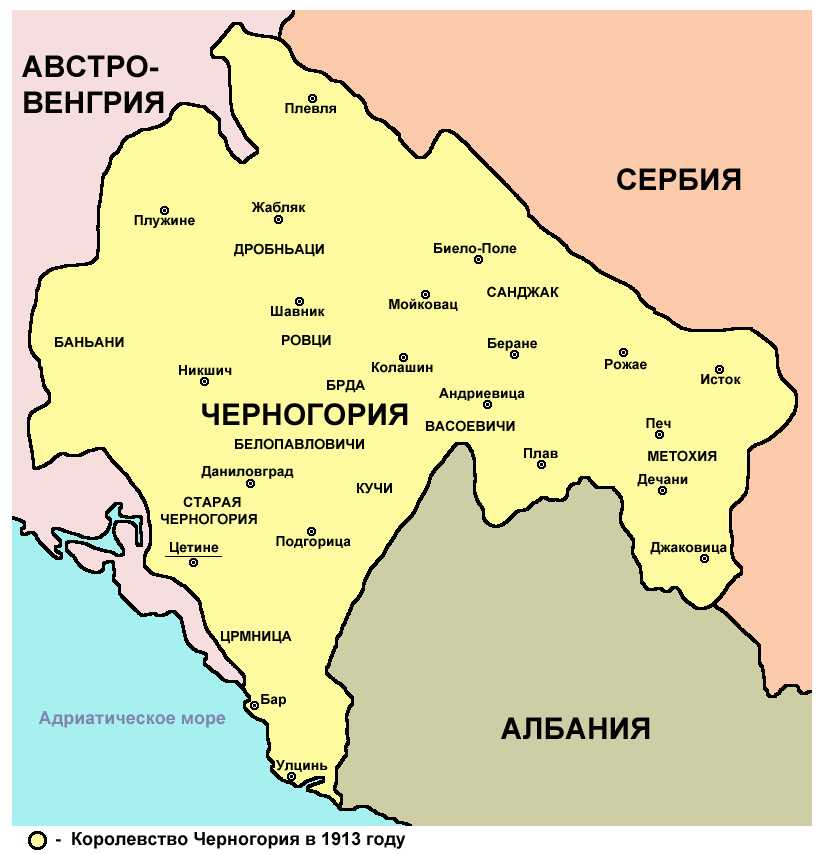
Чорногорське королівство і Примор'я на початку XX століття

Чорногорське примор'я (серб. Црногорско приморје) — історична область вздовж всього Адріатичного узбережжя Чорногорії.

## Розташування
Тягнеться на 230 км від Которської затоки на північному заході до гирла річки Буни на південному сході. Місце пляжного відпочинку. Морський порт у Барі, залізнична лінія Бар—Белград, міжнародний аеропорт в Тіваті. Середньовічні міста: Котор, Будва та інші.

## Історія
За доби середньовіччя узбережжя Чорногорії входило до складу сербських земель. У XV столітті стало частиною володінь Венеції під назвою Венеційська Албанія. Наприкінці XVI століття Венеція була змушена поступитися більшою частиною території Примор'я Османській імперії. Ця частина Примор'я з містами Бар та Ульцинь була пізніше приєднана до Чорногорії в результаті Чорногорсько-турецької війни 1876—1878) років.
З 1809 по 1815 рік перебувала у складі наполеонівських Іллірійських провінцій. Після чого була включена до складу імперії Габсбургів — у складі так званого Королівства Далмації.
У 1918 році Чорногорське примор'я увійшла до новоутвореної Держави Словенців, Хорватів і Сербів, і після її ліквідації у тому ж році увійшла до Югославії. У 1918—1922 роках — у складі провінції Далмація, у 1922—1929 роки разом з іншими землями історичної Чорногорії включена до Зетської області, у 1929—1941 роки — в складі Зетської бановини.
15 квітня 1979 року на чорногорському узбережжі стався землетрус інтенсивністю до 9 балів.

## Адміністративний поділ
Регіон складається з ряду общин/громад:
- Херцег-Новий
- Тиват
- Котор
- Будва
- Бар
- Ульцинь

## Галерея

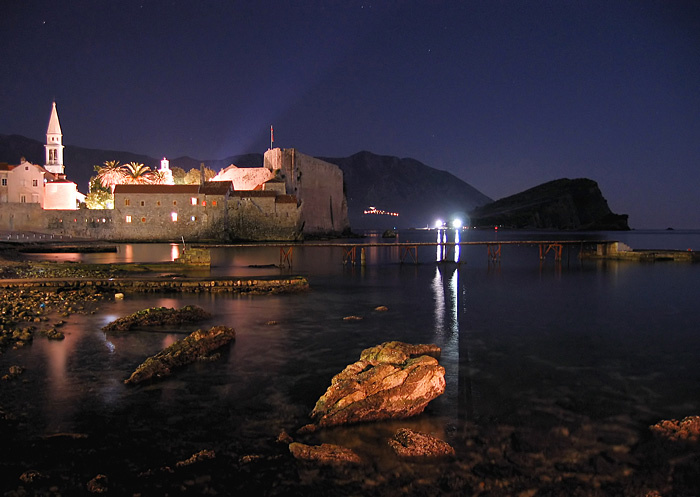
Будва
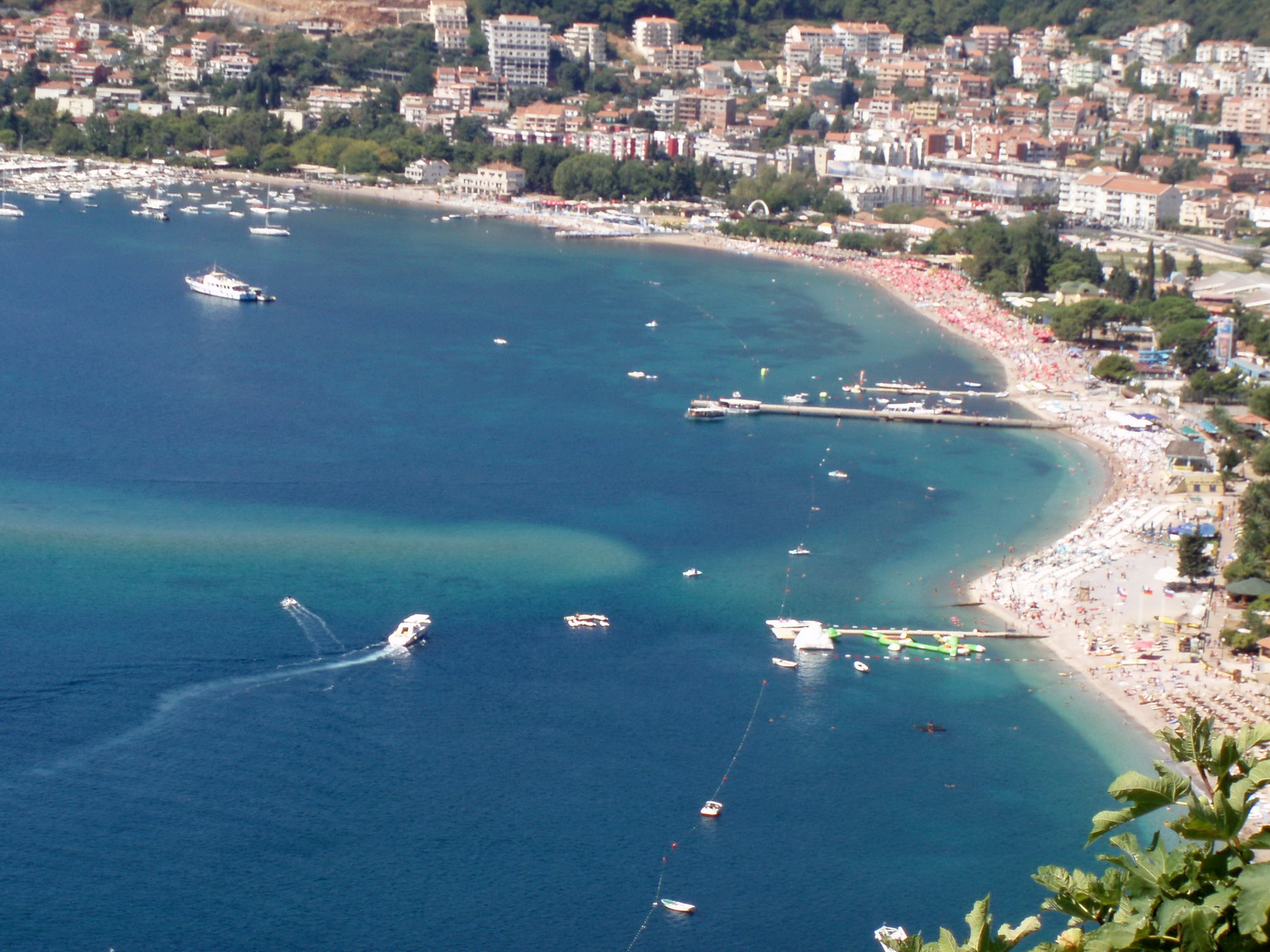
Слов'янський (Словенський) пляж у Будві
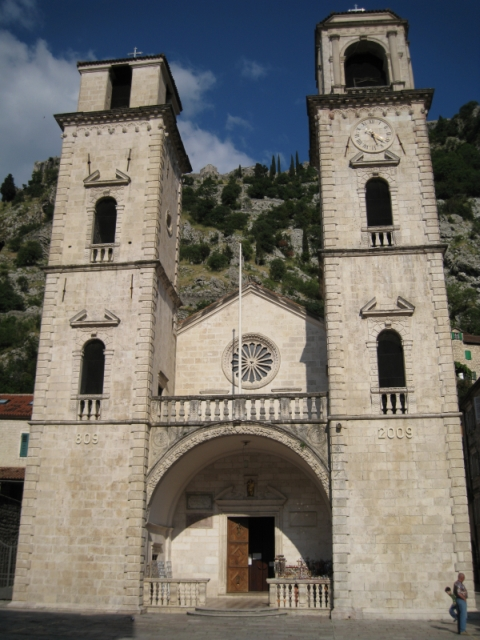
Собор Святого Трифона в Которі
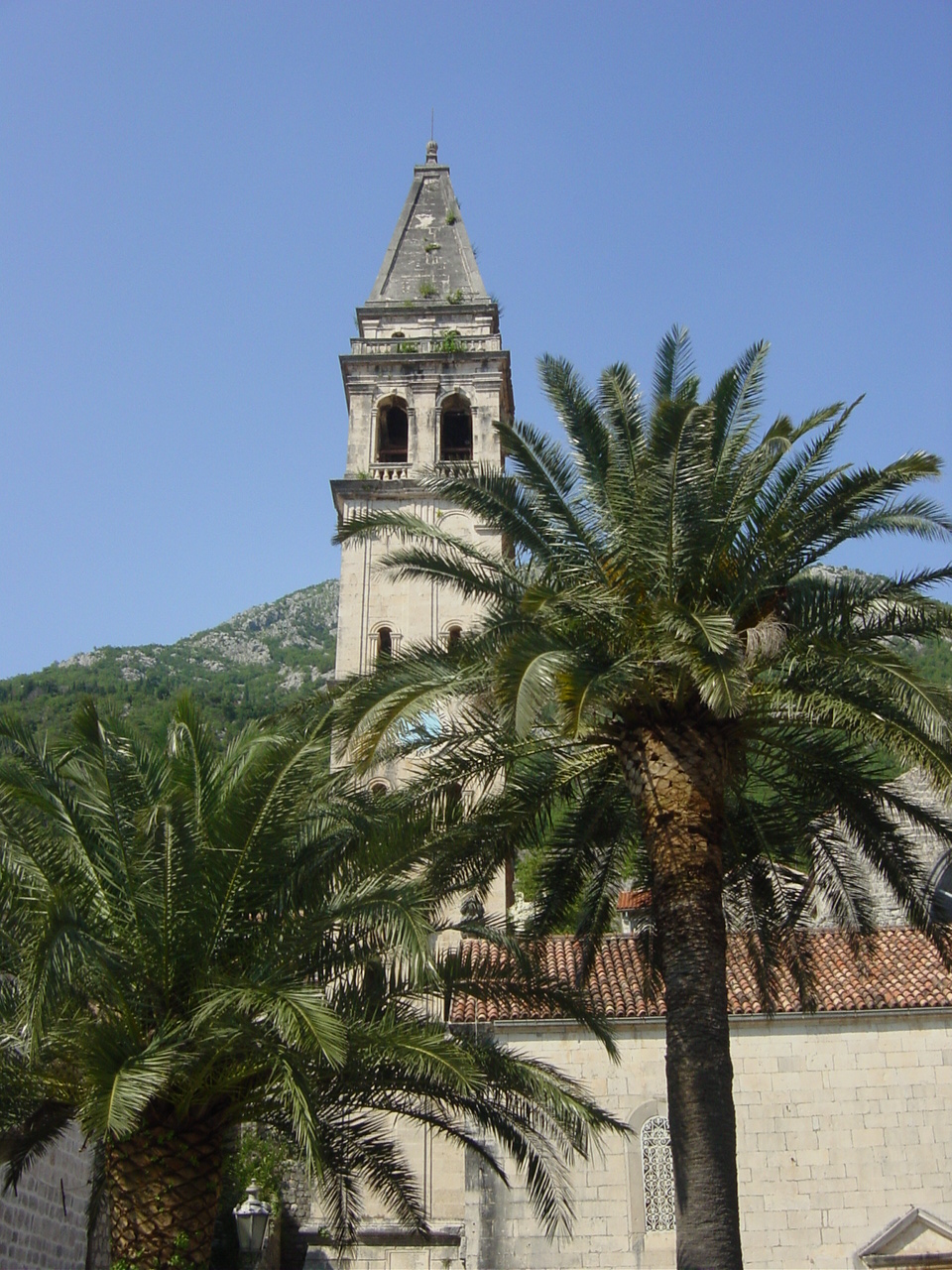
Церква в Перасті
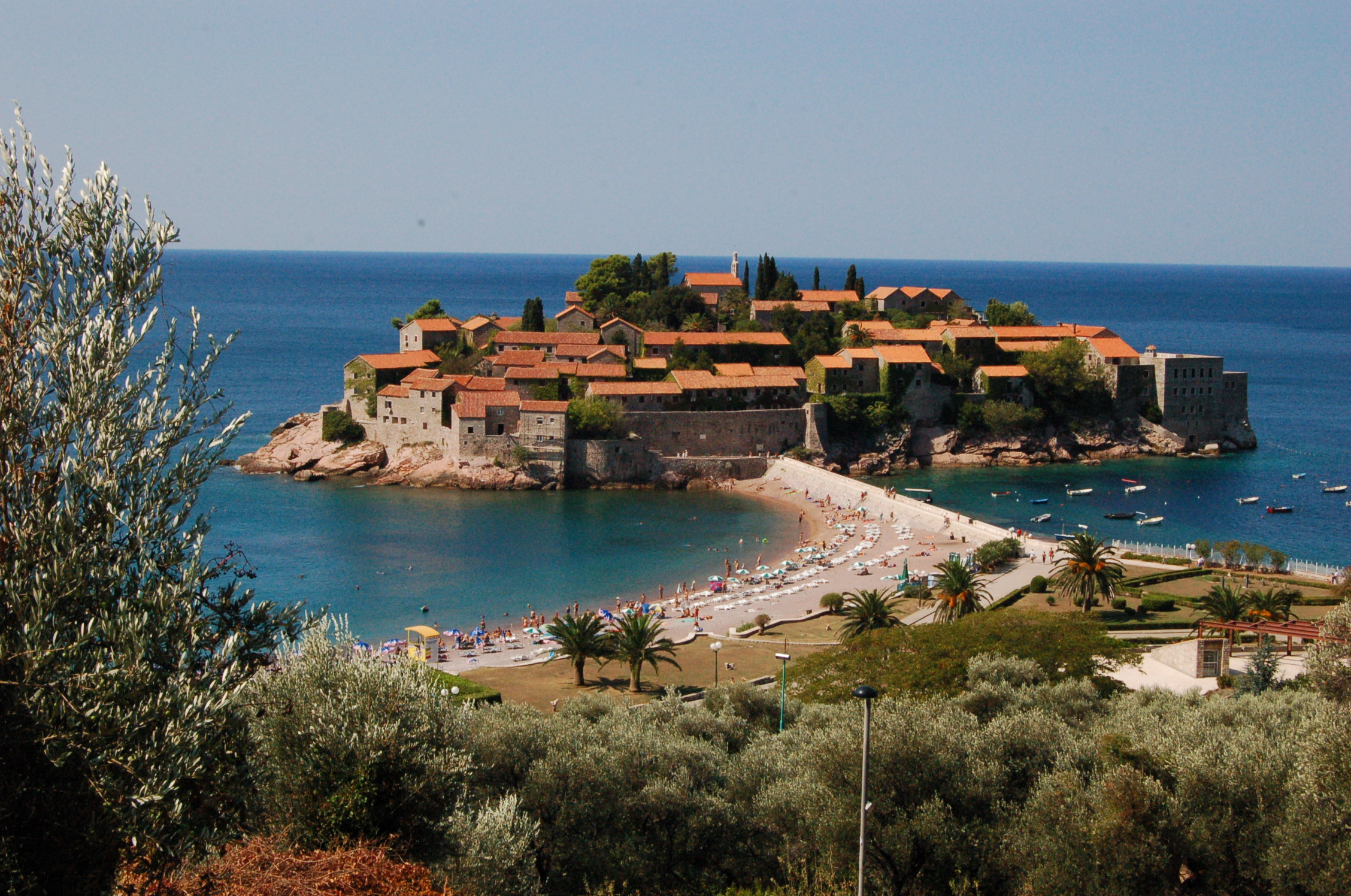
Светі-Стефан
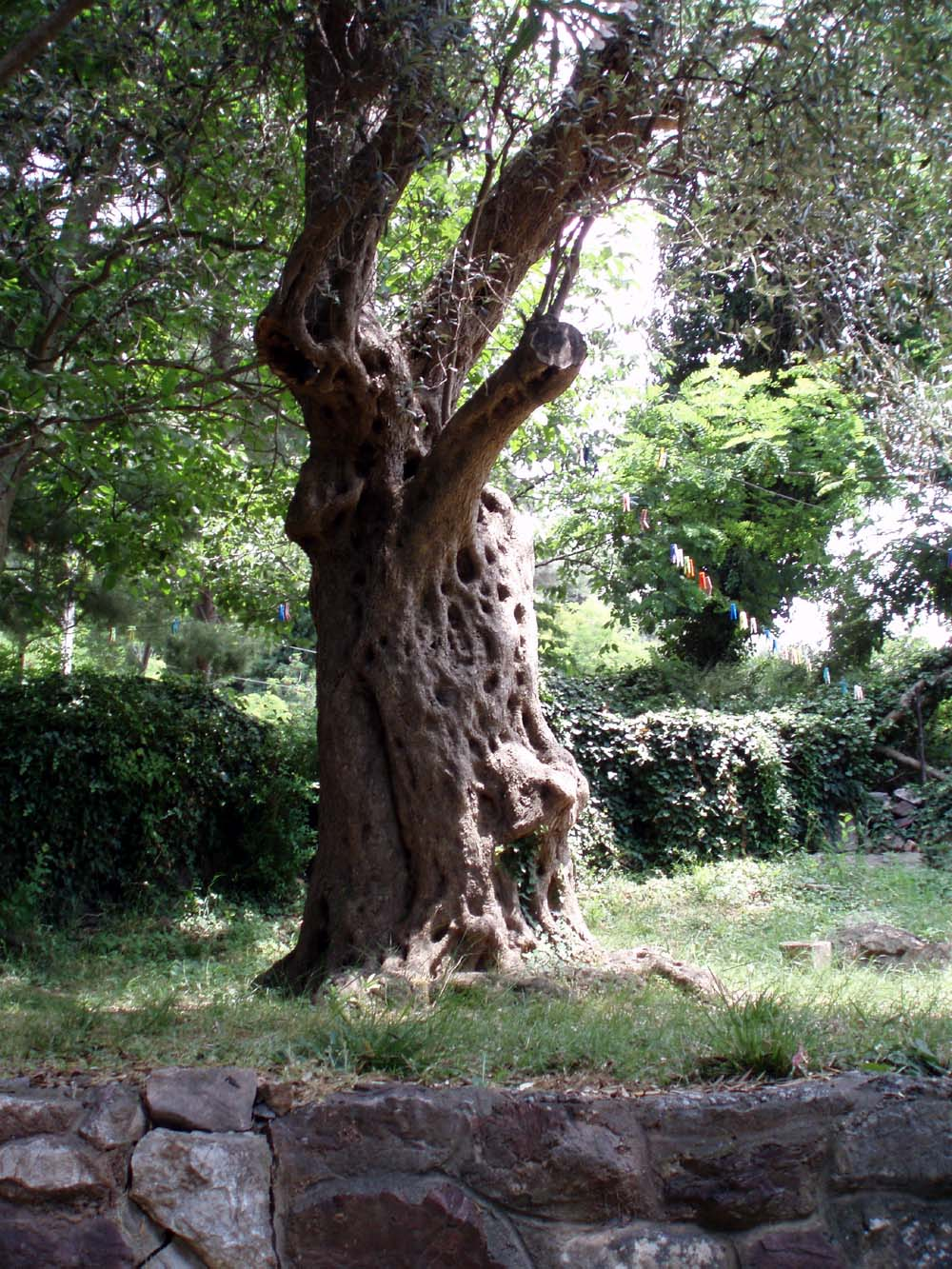
2000-річне оливкове дерево в  Барі
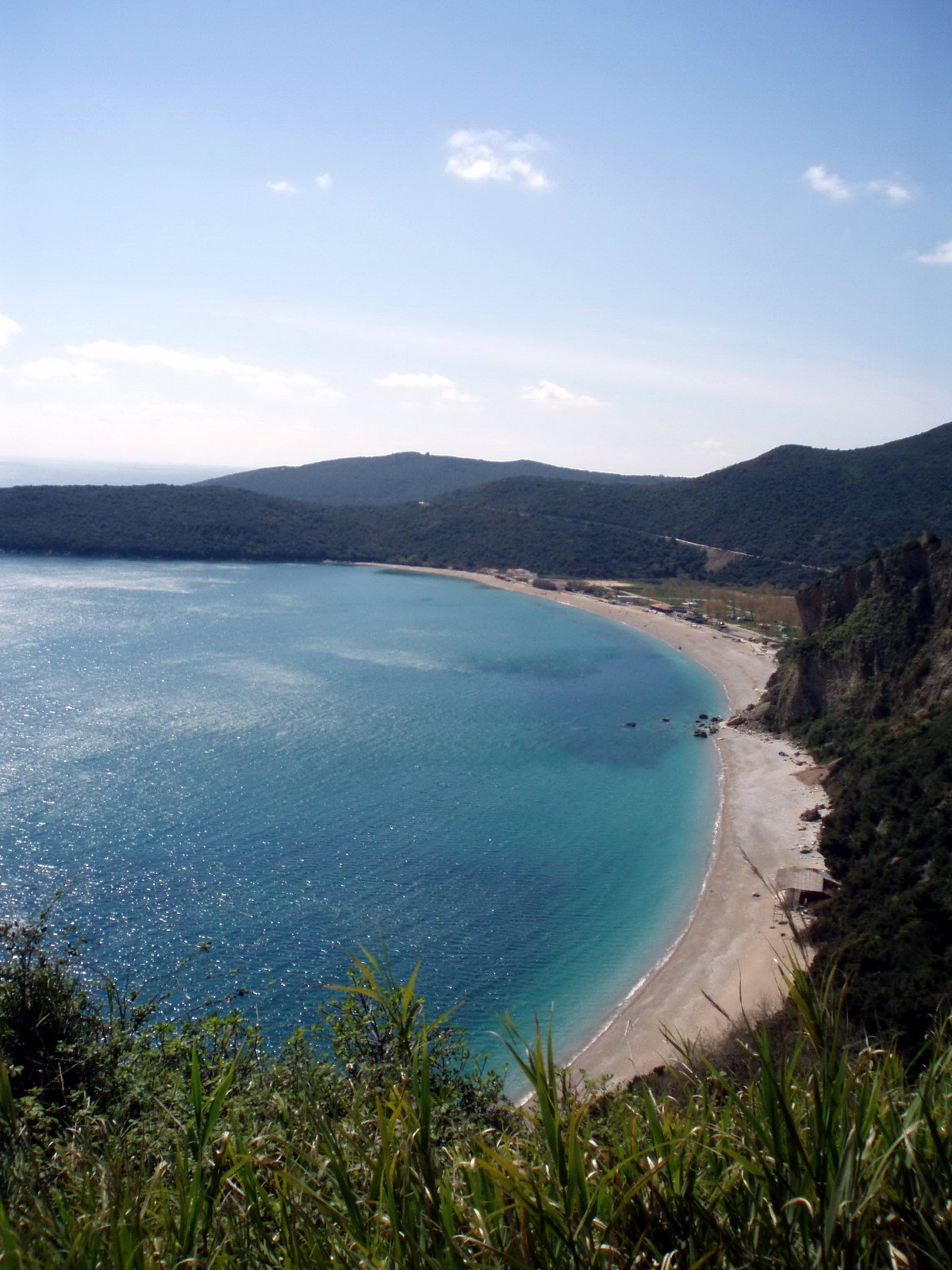
Пляж Яз
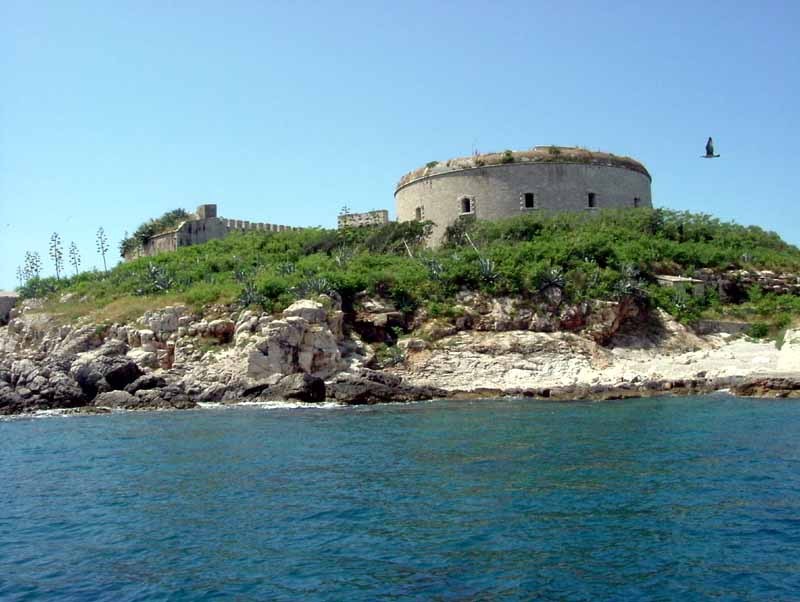
Острів Мамула
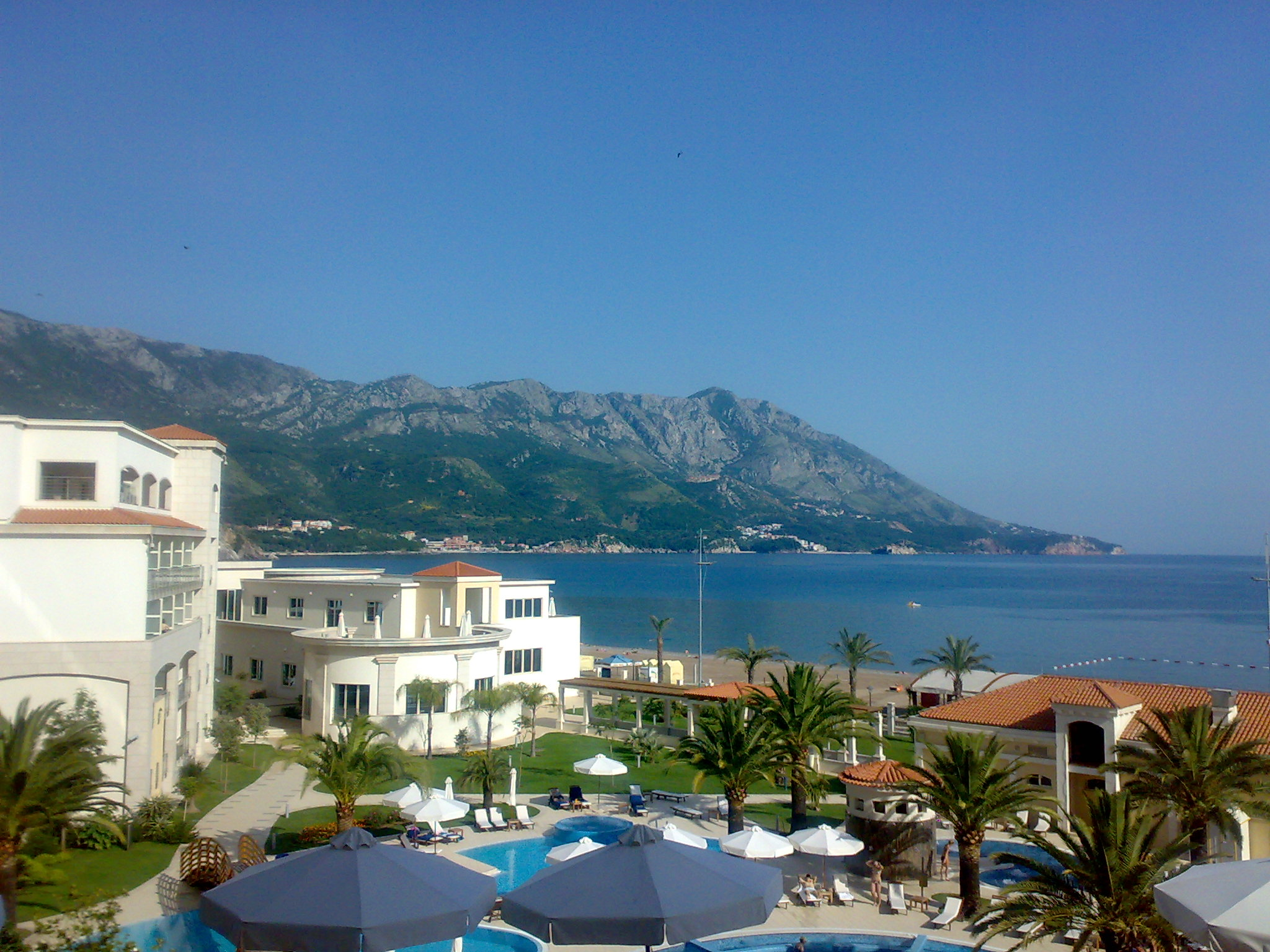
Вид з готелю Splendid на Бечичі
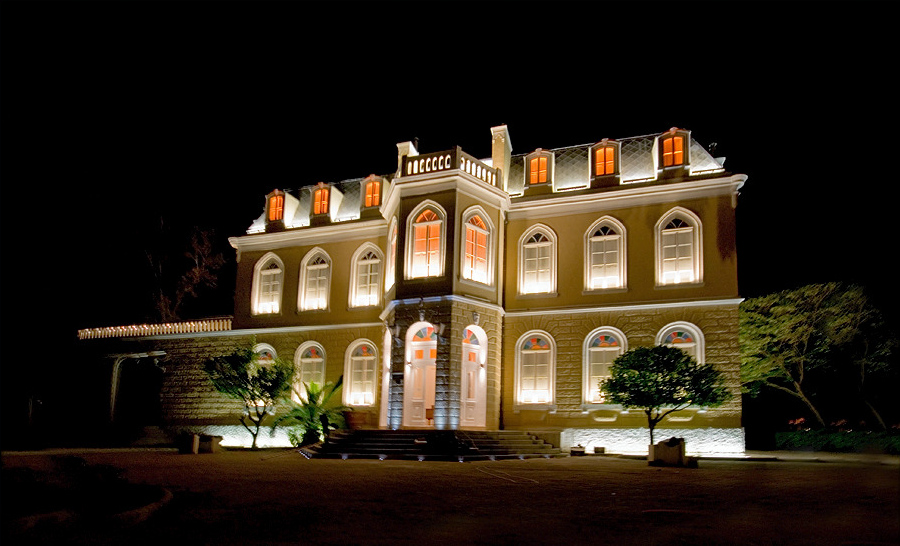
Палац короля Ніколи I Петровича у Барі
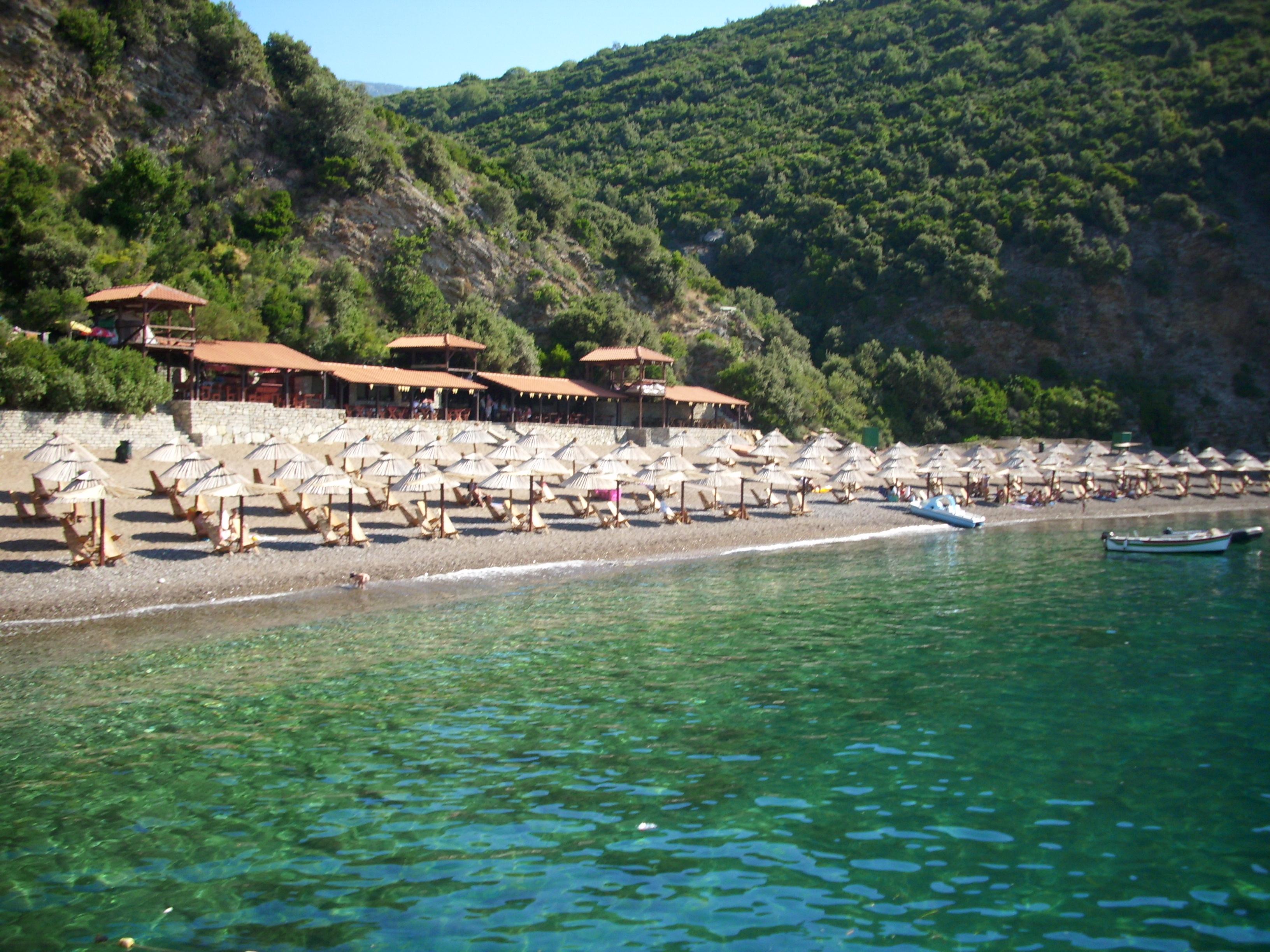
Пляж Королеви поблизу Чанд, муніципалітету Бар
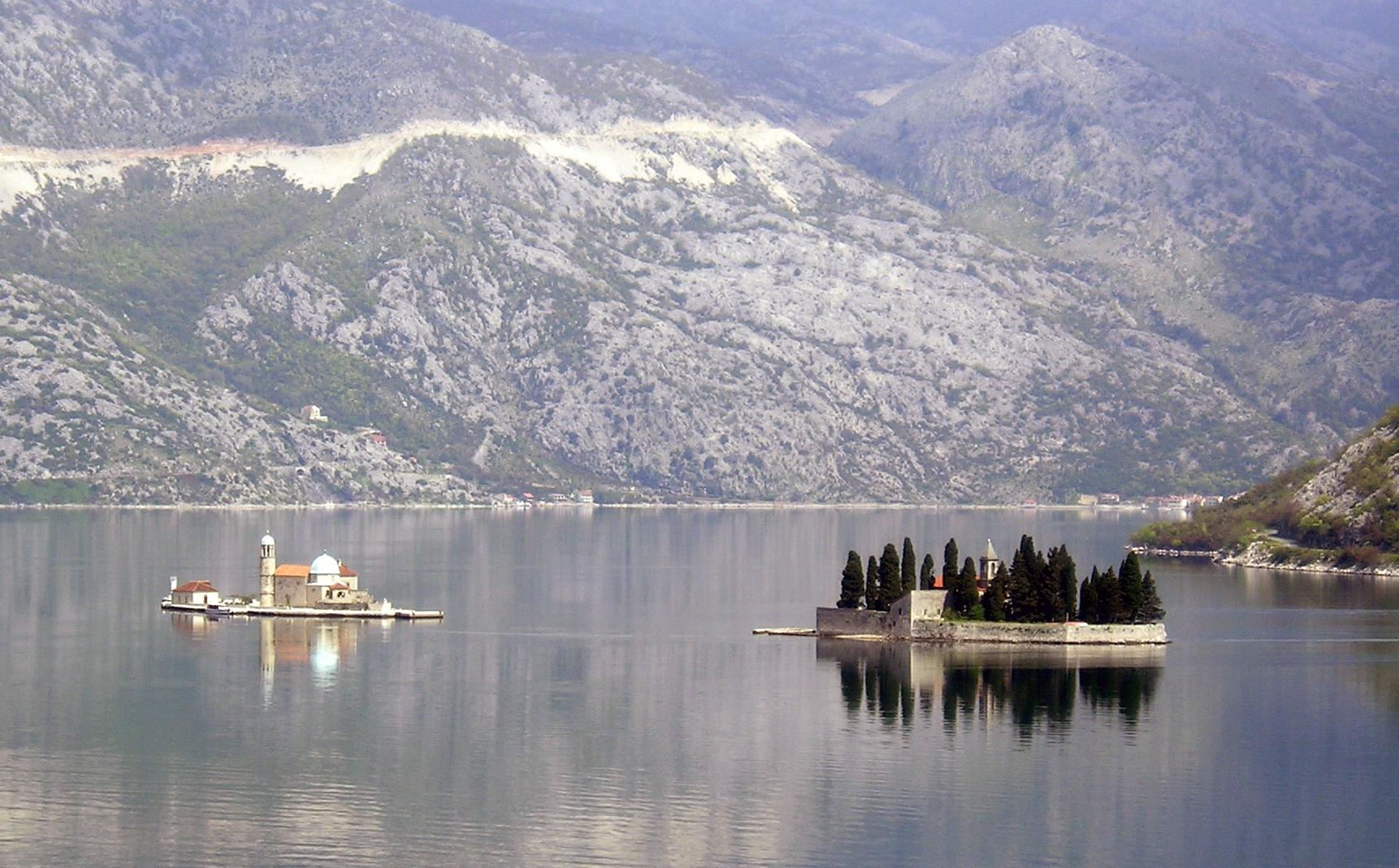
Скеля Богоматір біля Котора